# Lithospermum chiapense
Lithospermum chiapense là loài thực vật có hoa trong họ Mồ hôi. Loài này được J. Cohen mô tả khoa học đầu tiên năm 2009.